# Mastax latefasciata
Mastax latefasciata é uma espécie de carabídeo da tribo Brachinini, com distribuição na China e Vietnã.